# Antônio Augusto Dias Duarte

Bischofswappen von Antônio Augusto Dias Duarte.

Antônio Augusto Dias Duarte (* 7. November 1948 in Santo André) ist ein brasilianischer römisch-katholischer Geistlicher und emeritierter Weihbischof in São Sebastião do Rio de Janeiro.

## Leben
Antônio Augusto Dias Duarte trat der Personalprälatur Opus Dei bei und empfing am 15. August 1978 die Priesterweihe.
Papst Johannes Paul II. ernannte ihn am 12. Januar 2005 zum Weihbischof in São Sebastião do Rio de Janeiro und Titularbischof von Tuscamia. Der Erzbischof von São Sebastião do Rio de Janeiro und Ordinarius für die byzantinischen Gläubigen in Brasilien, Eusébio Oscar Kardinal Scheid SCI, spendete ihm am 12. März desselben Jahres die Bischofsweihe; Mitkonsekratoren waren Alano Maria Pena OP, Erzbischof von Niterói, und Eugênio Kardinal de Araújo Sales, Alterzbischof von São Sebastião do Rio de Janeiro.  Als Wahlspruch wählte er Omnia in bonum.
Papst Franziskus nahm am 25. Februar 2025 seinen altersbedingten Rücktritt an.